# Venturia aucupariae
Venturia aucupariae är en svampart som först beskrevs av Wilhelm Gottfried Lasch, och fick sitt nu gällande namn av O. Rostr. 1913. Venturia aucupariae ingår i släktet Venturia och familjen Venturiaceae.   Inga underarter finns listade i Catalogue of Life.